# Viriola
Viriola  Jousseaume, 1884 è un genere di piccoli molluschi gasteropodi marini appartenente alla famigliaTriphoridae.

## Tassonomia
Al genere Viriola appartengono le seguenti specie:
- Viriola abbotti (F. Baker & Spicer,1935)
- Viriola albomarmorata (Hervier,1898)
- Viriola bayani Jousseaume,1884
- Viriola cancellata (Hinds,1843)
- Viriola carinata (Talavera,1975)
- Viriola cingulata (A. Adams,1854)
- Viriola connata (Montrouzier,1862)
- Viriola corrugata (Hinds,1843)
- Viriola erecta (Thiele,1925)
- Viriola excelsior (Melvill & Standen,1899)
- Viriola flammulata (Pease,1861)
- Viriola fuscescens (E.A. Smith,1904)
- Viriola gracilenta (Mighels,1845)
- Viriola incisa (Pease,1861)
- Viriola intercalaris (Gould,1861)
- Viriola interfilata (Gould,1861)
- Viriola intergranosa (Hervier,1898)
- Viriola iredalei (Laseron,1958)
- Viriola kosugei C.-K. Chang & W.-L. Wu,2005
- Viriola morychus Jousseaume,1898
- Viriola oceanica Laseron,1958
- Viriola pagoda (Laseron,1954)
- Viriola pagodus (Hinds,1843)
- Viriola senafirensis (Sturany,1903)
- Viriola thielei Barnard,1963
- Viriola tricincta (Dunker,1882)
- Viriola trilirata (Deshayes,1863)
- Viriola truncata B.A. Marshall,1983